# Espresso (bài hát)
"Espresso" là một bài hát của ca sĩ kiêm nhạc sĩ người Mỹ Sabrina Carpenter. Bài hát được phát hành vào ngày 11 tháng 4 năm 2024 bởi Island Records dưới dạng đĩa đơn chính trong album phòng thu thứ sáu sắp ra mắt của cô, Short n' Sweet (2024). Cô đã viết bài hát cùng với Amy Allen, Steph Jones và Julian Bunetta, đồng thời đảm nhiệm khâu sản xuất. Một video ca nhạc do Dave Meyers đạo diễn cho "Espresso" đã được phát hành vào ngày hôm sau. Để quảng bá tác phẩm, Carpenter đã biểu diễn bài hát tại Lễ hội âm nhạc và nghệ thuật Coachella Valley năm 2024.
"Espresso" đạt vị trí thứ ba trên Billboard Hot 100, đánh dấu đĩa đơn đầu tiên lọt vào top mười của Carpenter và là vị trí cao nhất mà cô từng đạt được trên bảng xếp hạng. Ngoài Hoa Kỳ, "Espresso" đã đứng đầu bảng xếp hạng ở 18 quốc gia, bao gồm Úc, Bỉ, Na Uy, Thổ Nhĩ Kỳ và Vương quốc Anh, và lọt vào top mười bảng xếp hạng ở ít nhất 20 quốc gia khác, bao gồm Chile, Canada, Đan Mạch, Pháp, Đức, Ba Lan, Hà Lan và New Zealand. Bài hát cũng mang về cho Carpenter đĩa đơn đầu tiên đạt vị trí số một trên Billboard Global 200. Bài hát đã đạt một tỷ lượt phát trực tuyến trên Spotify vào ngày 6 tháng 8 năm 2024, trở thành bài hát đầu tiên của Carpenter đạt được cột mốc này. Đây cũng là bài hát đạt được cột mốc này nhanh thứ ba trên Spotify.